# Locust Valley
Locust Valley és una concentració de població designada pel cens dels Estats Units a l'estat de Nova York. Segons el cens del 2000 tenia 3.521 habitants.

## Demografia
Segons el cens del 2000, Locust Valley tenia 3.521 habitants, 1.279 habitatges, i 915 famílies. La densitat de població era de 1.477,7 habitants per km².
Dels 1.279 habitatges en un 33,4% hi vivien nens de menys de 18 anys, en un 56,1% hi vivien parelles casades, en un 11,2% dones solteres, i en un 28,4% no eren unitats familiars. En el 22,6% dels habitatges hi vivien persones soles el 10,1% de les quals corresponia a persones de 65 anys o més que vivien soles. El nombre mitjà de persones vivint en cada habitatge era de 2,75 i el nombre mitjà de persones que vivien en cada família era de 3,19.
Per edats la població es repartia de la següent manera: un 23,8% tenia menys de 18 anys, un 6,4% entre 18 i 24, un 32,2% entre 25 i 44, un 23,5% de 45 a 60 i un 14,1% 65 anys o més.
L'edat mediana era de 38 anys. Per cada 100 dones de 18 o més anys hi havia 92,5 homes.
La renda mediana per habitatge era de 57.418 $ i la renda mediana per família de 70.592 $. Els homes tenien una renda mediana de 51.115 $ mentre que les dones 37.868 $. La renda per capita de la població era de 40.141 $. Entorn del 3% de les famílies i el 6,4% de la població estaven per davall del llindar de pobresa.